# Conrad Lente-Adeler
Conrad Lente-Adeler (født 14. december 1732 på Fyn, død 25. februar 1804 i Odense) var en dansk officer.
Han var søn af gehejmeråd Theodor Lente-Adeler og var oprindelig ikke bestemt til at skulle gå officersvejen og indtrådte først med sit 23. år i Hæren, men han havde anlæg for tjenesten, og hans formående slægt skaffede ham hurtigt avancement, så han allerede 3 år efter, 1758, var ritmester og 1762 major i det holstenske Kyrasserregiment. 1774 blev han som oberstløjtnant forsat til fynske Regiment Ryttere, senere fynske Dragonregiment; 1783 blev han oberst og 1789 generalmajor og chef for regimentet. Denne stilling beklædte han dog kun til udgangen af året, da han kaldtes til København for at tage sæde som deputeret i Generalitets- og Kommissariatskollegiet, hvor han forblev, indtil han 1803 afskedigedes med generalløjtnants karakter.
Lente-Adeler nød anseelse som en praktisk dygtig kavaleriofficer, men som deputeret forstod han
ikke at gøre sig gældende, hvilket dog mindre tilskrives hans mangel på administrativ evne end
hans beskedne og noget ydmyge væsen. Han fik 1774 titel af kammerherre og udnævntes 1792 til Ridder af Dannebrog. Han døde ugift i Odense 25. februar 1804.